# 恍惚のブルース
「恍惚のブルース」（こうこつのブルース）は、1966年6月21日に青江三奈が発売したデビュー・シングルである。オリジナル7インチシングル盤規格品番：SV-416。

## 解説
- 作詩は川内康範[1][2][3]、作曲は浜口庫之助、編曲は寺岡真三による。ヘ長調である。
- かつて銀座のバーでクラブ歌手を務めていた井原静子（本名）は、作詩家・川内康範の当時『週刊新潮』の連載小説『恍惚』のヒロイン歌手だった『青江三奈』の芸名を貰い、本作でメジャーデビュー。
- 本作はいきなり約80万枚のヒット曲となり、青江三奈は1966年大晦日の『第17回NHK紅白歌合戦』に同曲で初出場を果たした。
- 1990年大晦日、青江自身7年振り、18回目の返り咲きを果たした『第41回NHK紅白歌合戦』にて、同年12月2日に亡くなった作曲家・浜口庫之助を偲んで、NHK紅白歌合戦では24年ぶりに再び同曲を歌唱披露。なお、同紅白ではサックス奏者の松本英彦と共演した。
  - しかしこれが青江三奈の生涯最後の紅白出演となり、それから10年後の2000年7月2日に青江は54歳（プロフィール上、実年齢は59歳）で膵臓癌で逝去した。
- B面曲「ひと知れぬ愛」も、ヘ長調。歌詞カードとレコードの歌唱では歌詩が異なる（歌詩カードでは一番サビが三番となっているが、レコードでの歌唱は二番サビが三番として唄われている）。
2016年現在はMEG-CDにてCD化されている（「恍惚のブルース」のカップリング）。
- 田端義夫、森進一、ちあきなおみが1970年。藤圭子1974年。美空ひばり1976年。ダウン・タウン・ブギウギ・バンドが1977年にカバーしている。

## 収録曲
※全作詩：川内康範／作曲：浜口庫之助／編曲：寺岡真三
1. 恍惚のブルース（3分39秒）
2. ひと知れぬ愛（4分00秒）

## 備考
- 「恍惚のブルース」のJASRAC作品コードは、031-0169-0[4]。
- 「ひと知れぬ愛」のJASRAC作品コードは、072-0267-9[4]。「人知れぬ愛」として登録[4]。
- 上記二作品とも、出版者はリズム・ミュージック・パブリッシャーである[4]。